# Angliers (Charente-Maritime)
Angliers település Franciaországban, Charente-Maritime megyében. Lakosainak száma 1366 fő (2022. január 1.). Angliers Anais, Longèves, Nuaillé-d’Aunis, Saint-Sauveur-d’Aunis és Vérines községekkel határos.

## Népesség
A település népességének változása:
| Lakosok száma | 199  | 272  | 310  | 664  | 888  | 998  | 1060 | 1147 | 1204 | 1366 |
|               | 1968 | 1982 | 1990 | 2006 | 2013 | 2015 | 2017 | 2019 | 2020 | 2022 |